# AKG Acoustics
AKG Acoustics, początkowo Akustische und Kino-Geräte Ges. m. b. H. – firma produkująca przewodowe oraz bezprzewodowe systemy elektroakustyczne. Założona w 1947 roku w Wiedniu przez Austriaków Rudolfa Goerike i Ernesta Plessa. W 1994 roku została przejęta przez Harman International Industries. Oferta firmy skierowana jest głównie na rynki: studyjny, nagraniowy, broadcast, koncertowy, konferencyjny i instalacyjny do zastosowań komercyjnych, profesjonalnych a także domowych.

## Historia

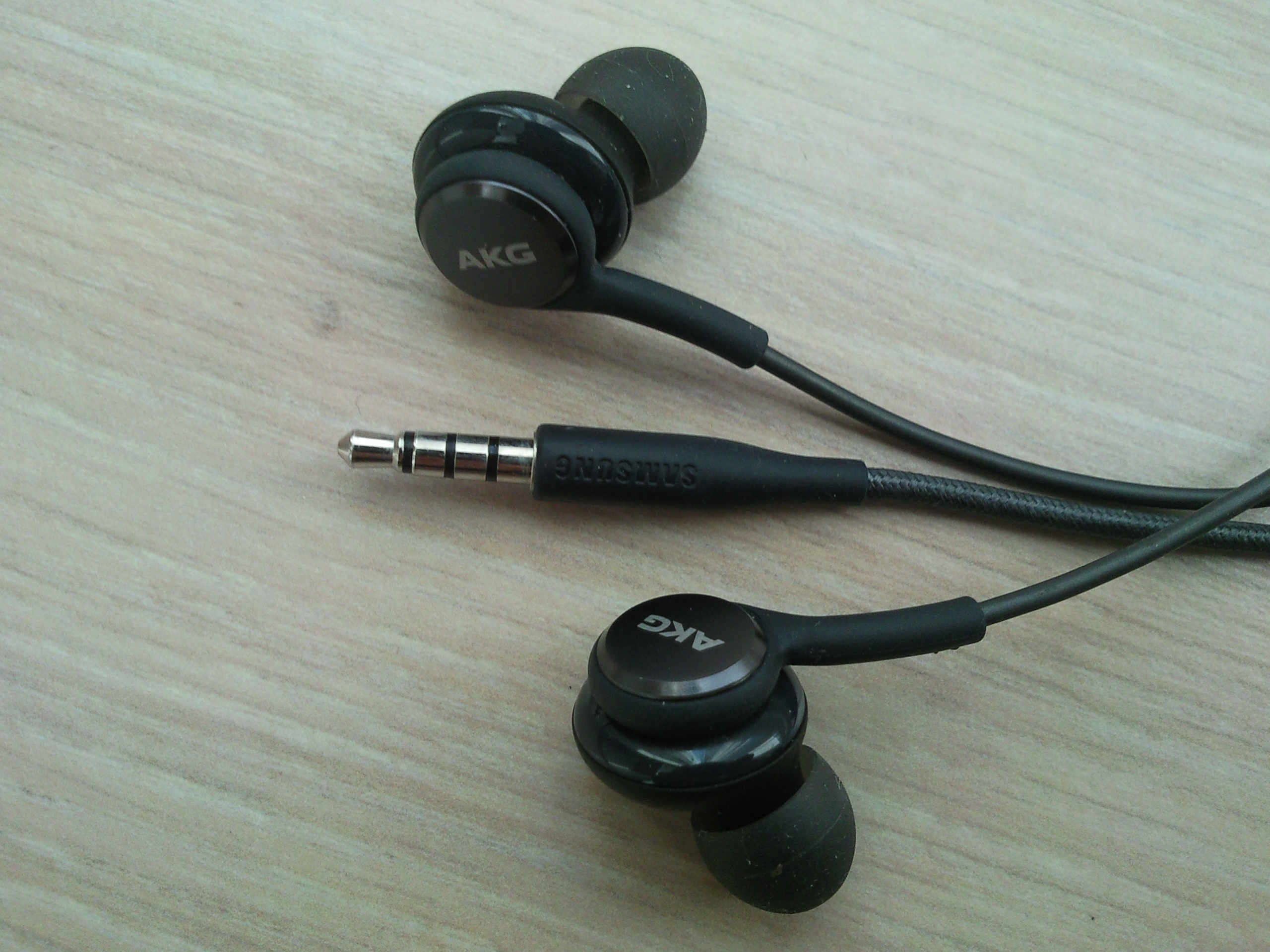
Słuchawki Samsung Earphones Tuned by AKG

W 1945 roku dwaj koledzy Rudolf Goerike i Ernest Pless zakładając firmę dostarczali do teatrów powojennego Wiednia sprzęt nagłaśniający. W 1949 roku zaczęli produkować słuchawki, a w 1953 pierwszy na świecie dynamiczny mikrofon kardioidalny. W 1994 roku spółka staje się częścią Harman International Industries. W 2006 roku z okazji 60-lecia firmy wyprodukowano specjalny mikrofon LTD C414.

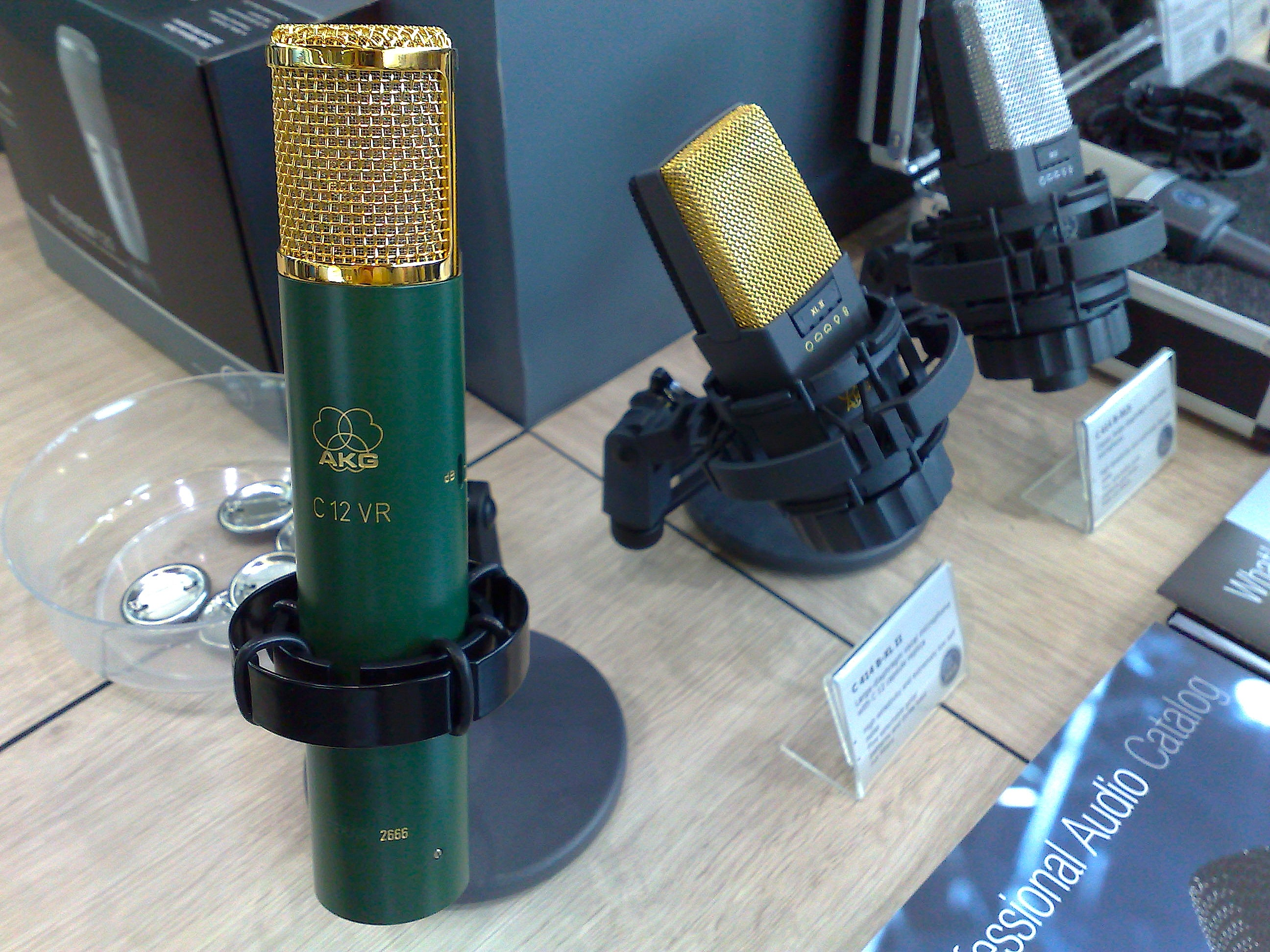
Pierwszy mikrofon AKG C12 (zielony) i kilka innych mikrofonów marki AKG

## Produkty

### Mikrofony przewodowe
Pierwszy mikrofon wprowadzono w 1953 roku pod nazwą C12.
- C5, C12, C12VR, C214, C411 L, C414, C414B-XLII, C414B-XLS, C414B-ULS, C414LTD, C451, C516 ML, C519 M (instrumenty dęte), C519 ML (instrumenty dęte), C535, C535 EB (jeden pozłacany egzemplarz dla Franka Sinatry)[1], C900, C1000, C1000S, C2000B, C3000B, C4000B.
- D5, D5S, D7S, D12E, D40, D44S, D 66 SE, D88S, D112, D130 (wielokierunkowy, używany przez reporterów, D190, D190E, D202 (zamontowany w parlamencie Wielkiej Brytanii), D220, D230, D330 (wysokiej klasy wokalny mikrofon dynamiczny używany m.in. przez zespół ABBA), D409, D440,
- Perception 120, Perception 120USB, Perception 150, Perception 170, Perception 220, Perception 420, Perception LIVE P2

### Mikrofony bezprzewodowe
- WMS 40 (Mikrofon C516 ML + nadajnik PT-40 + odbiornik SR 40 PRO Single)
- WMS 40 PRO Dual Set (2 Mikrofony HT 40 PRO + odbiornik SR 40 PRO Single)
- WMS 40 PRO Presenter Set Dual (Mikrofon HT 40 PRO + mikrofon nagłowny C-555L + nadajnik PT-40 PRO + odbiornik SR-40 Dual)
- WMS 40 PRO Single Sport Set (Mikrofon nagłowny C444L + nadajnik do paska PT 40 PRO + odbiornik SR 40 Single)
- WMS 40 PRO Transformer Set (Odbiornik SR 40 PRO Single + nadajnik gitarowy SO-40)
- WMS 40 PRO Vocal Set (Mikrofon HT 40 PRO + odbiornik SR 40 PRO Single)
- WMS 40 PRO Vocal Fleex Set (Mikrofon HT 40 Fleex + odbiornik SR 40 Fleex)
- WMS 40 Single Instrumental (Odbiornik SR 40 Single + nadajnik PT 40 PRO + Kabel MKGL)
- WMS 40 UHF PT-SET
- WMS 51 (Mikrofon HT 51 D 3700 + odbiornik SR 51)

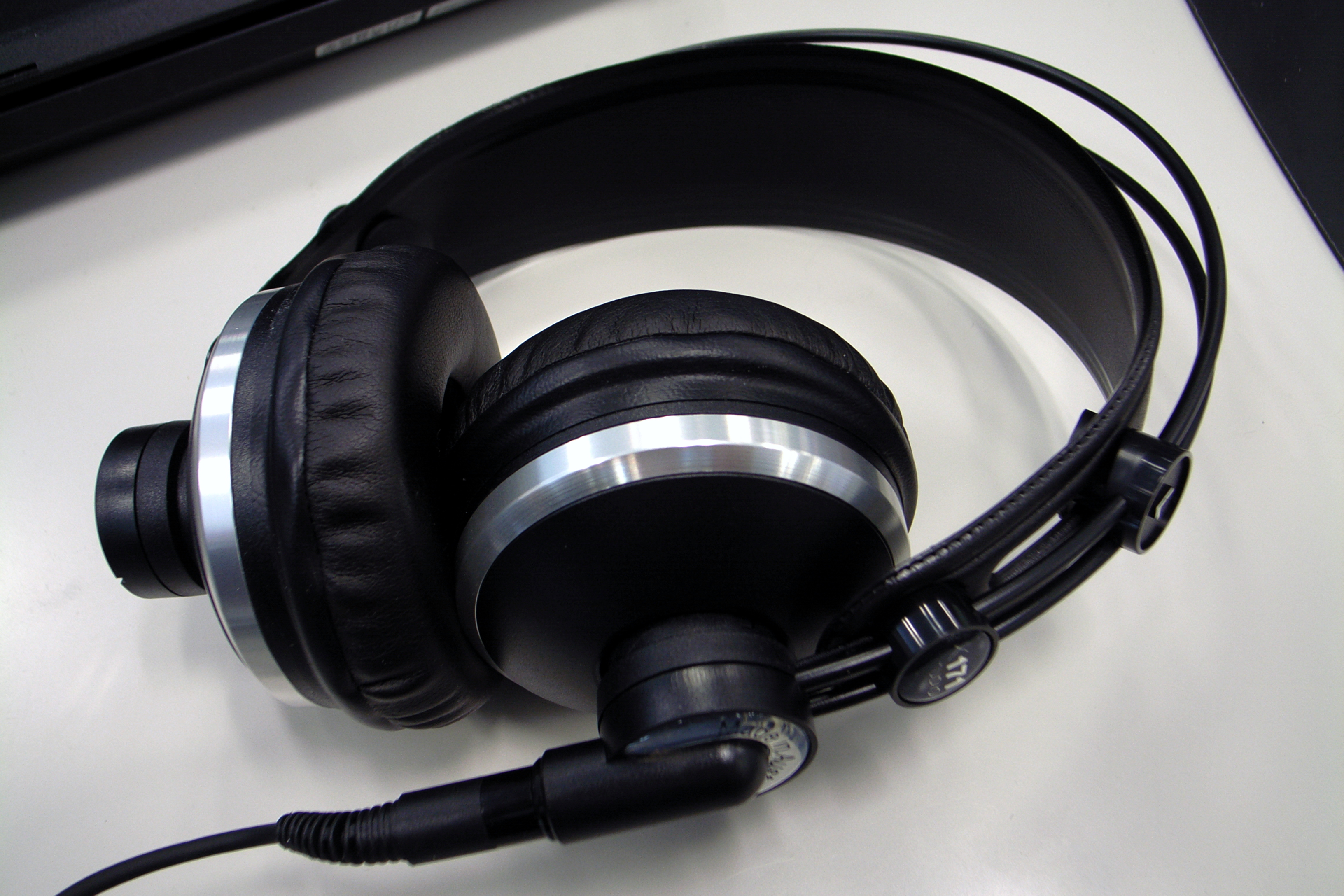
Słuchawki AKG 171S

### Słuchawki
AKG produkuje słuchawki o wysokiej specyfikacji.
- K-20, K-44, K-50, K-66, K-77, K-81 DJ, K-99, K-99 PRO, K-140, K-141, K-142HD, K-171 MK II, K-171S, K-172 HD, K-240, K-240 MK II, K-242 HD, K-271, K-272HD, K-280, K-361, K-361BT, K-371, K-371BT, K-402, K-518, K-518DJ, K-545, K-550, K-551, K-601, K-7xx, K-701, K-701S, K-702, K-712 PRO, K-1000, K-830 BT, K-845BT

## Nagrody
- 2010 – nagroda Grammy – za pracę firmy w kierunku świadczenia usług w zakresie nagrywania.